# Dům lidového zdraví (Novi Sad)

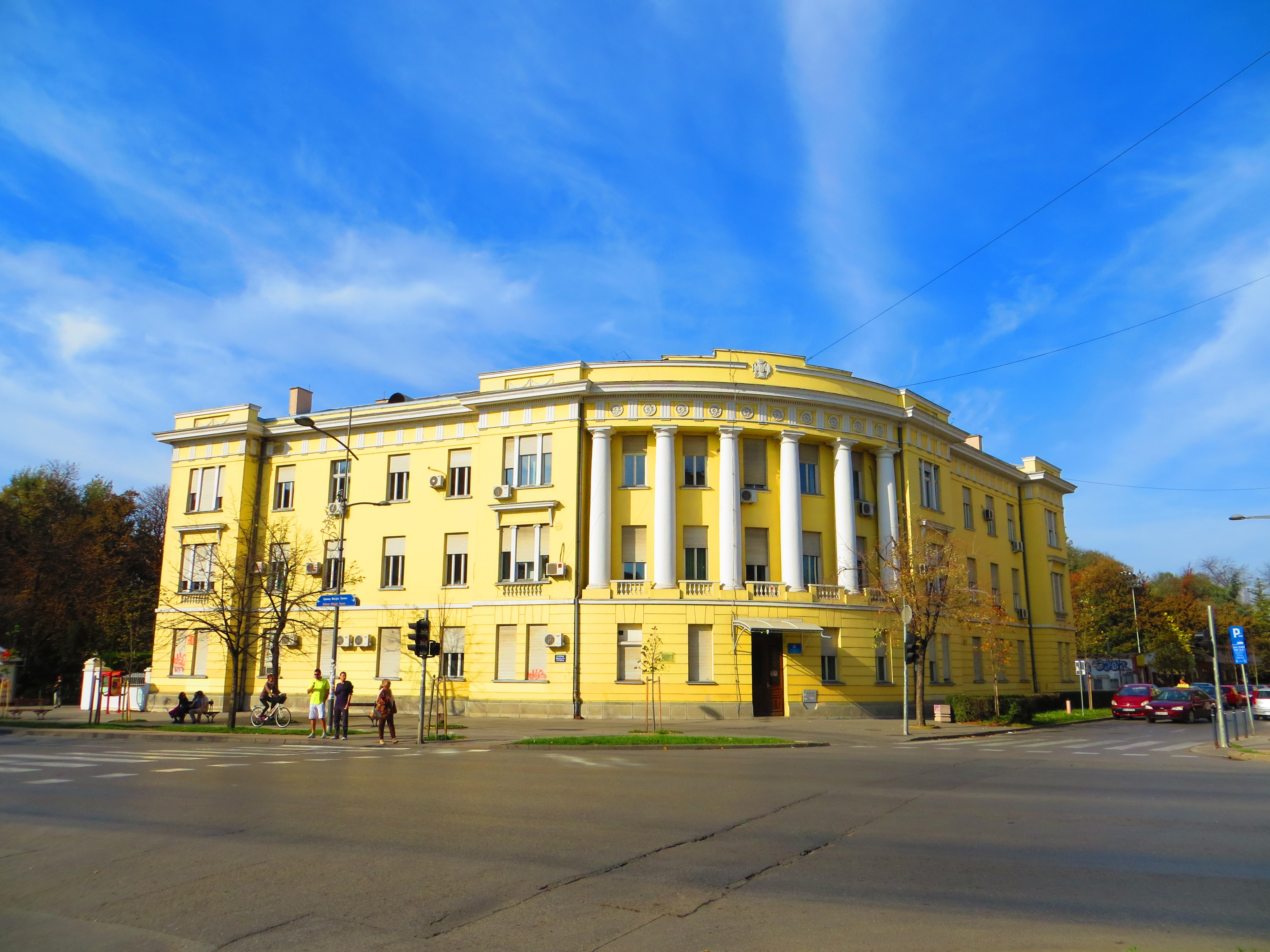
Pohled od ulice Bulevar Mihajla Pupina.

Dům lidového zdraví (srbsky v cyrilici Дом народног здравља, v latince Dom narodnog zdravlja) se nachází v srbském městě Novi Sad na adrese Ivo Lole Ribara 2. Budova je památkově chráněná.

## Historie
Dům byl vybudován v období meziválečné Jugoslávie podle návrhu ruského architekta Jurije Šretera, který byl uprchlíkem z Ruského carství po říjnové revoluci a přijal azyl v Království Srbů, Chorvatů a Slovinců (později Jugoslávii). Stavební práce probíhaly v letech 1923 až 1925 a stal se první budovou na nově vznikajícím bulváru (dnes pojmenovaném po Mihajlu Pupinovi). Dům lidového zdraví (po roce 1991 byl název lidový odstraněn) patří mezi několik málo budov na území dnešního Srbska, které byly realizovány ruskými architekty. Fasáda budovy s nápadným sloupořadím v rohovém průčelí byla inspirována palácem Senátu a Synodu na Senátním náměstí v Petrohradě.
V průběhu téměř sta let od svého vzniku budova spadala pod různé organizace, nicméně vždy sloužila pro účely zdravotnictví. V roce 2013 byla kompletně obnovena fasáda dvoupatrové stavby.